# Bătălia de la Arsuf
Bătălia de la Arsuf a fost o bătălie a cruciadei a treia, în care Richard I al Angliei l-a învins pe Saladin la Arsuf.
După capturarea Acrei în 1191, Richard a purtat multe bătălii minore cu Saladin, al cărui principal obiectiv era să împiedice eliberarea Ierusalimului. Știind că trebuia să controleze portul Jaffa înainte de a se îndrepta spre Ierusalim, Richard a început să mărșăluiască de-a lungul coastei de la Acra în august 1191.

## La sud de Acra
Richard și-a organizat înaintarea acordând o atenție sporită detaliilor. Conștient de învățămintele trase după dezastrul de la Hattin, el știa că armata avea cel mai mult nevoie de apă, iar deshidratarea era una dintre problemele principale. Deși presat de timp, el mărșăluia numai dimineața, înainte de căldura din timpul prânzului. De asemenea, făcea opriri dese pentru odihnă, întotdeauna lângă o sursă de apă. Flota naviga de-a lungul coastei pentru a oferi sprijin în caz de nevoie, provizii și un loc de refugiu pentru răniți. Conștient de pericolul constant care îl prezentau raidurile inamice (loveau apoi se retrăgeau), el a păstrat coloana într-o formație strânsă, cu un centru format din 12 regimente călări, fiecare de câte o sută de cavaleri. Infanteria mărșăluia pe flancul dinspre uscat, acoperind flancurile călăreților. Chinuiți de arcașii lui Saladin și de către tarantule, care apăreau noaptea, abilitatea lui Richard a asigurat păstrarea ordinii și disciplinei chiar și în cele mai dificile circumstanțe. Baha ad-Din, cronicarul musulman, descrie marșul astfel:

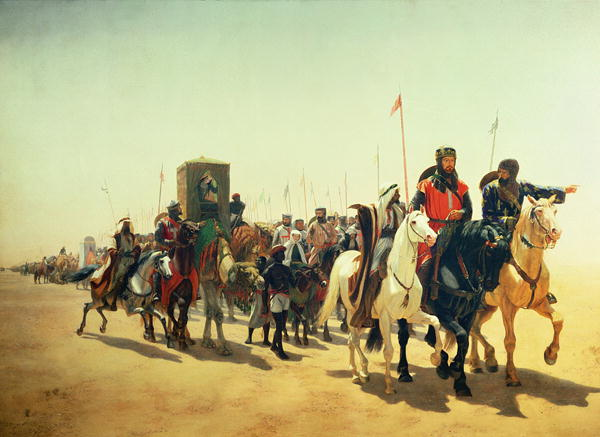
Richard in Cruciada a III-a

| “ | "Musulmanii trăgeau săgeți în flancurile lor, încercând să-i determine să rupă rândurile, pe când ei se autocontrolau cu strictețe și parcurgeau drumul astfel, călătorind în mod constant, în timp ce navele lor mergeau de-a lungul coastei în partea opusă acestora, până când terminau fiecare etapă și ridicau tabăra." | ” |

## Răspunsul lui Saladin
În timp ce armata cruciată mărșăluia spre partea îndepărtată a râului la Cezarea, Saladin dădea propriile dispoziții. El plănuise să își poziționeze armata lângă vechile drumuri romane din interior, permițându-i să atace în orice direcție dacă se va ivi o astfel de ocazie. Dar înaintarea de-a lungul coastei a cruciaților l-a forțat să îi urmeze pe o direcție paralelă. Deoarece primele atacuri ușoare de hărțuire nu au avut efectul dorit, ele au crescut în intensitate, devenind astfel niște mini-bătălii. Pe când armata lui Richard se apropia de Cezarea pe 30 august, ariergarda, comandată de către Hugues al III-lea de Burgundia, a fost ținta unui atac major, fiind despărțită de restul armatei pentru un timp. Richard a reușit să își adune trupele, în timp ce întreaga armată striga Sanctum Sepulchrum adjuva ("Ajută-ne, Sfântule Mormânt!").
Saladin, analizând linia de înaintare a inamicului, a decis să opună rezistență la Arsuf, lângă Jaffa, cu armata sa îndreptată către vest, înspre cruciați și spre mare. Flancul său nordic era protejat de către Pădurea Arsuf, cu râul mlăștinos Rochetaillée din față. Înspre sud, flancul său stâng era asigurat de către o serie de dealuri împădurite, care se continuau până la ruinele orașului Arsuf însuși. Planul era să îi atragă pe cruciați printr-o serie de înaintări urmate de retrageri simulate și să îi distrugă prin atacuri susținute odată ce rândurile lor erau rupte. Între dealurile Arsuf și mare era numai un spațiu gol de două mile (3 km), lăsându-i lui Richard foarte puțin loc de manevră și anulând posibilitatea unui atac concentrat din partea cavalerilor în armuri. Saladin vedea toate acestea drept capcana perfectă; însă Richard a transformat-o rapid într-o oportunitate.

## Ziua bătăliei
La răsăritul zilei de 7 septembrie 1191, heralzii lui Richard au străbătut tabăra, anunțând că bătălia va avea loc în acea zi. Cavalerii Templieri, conduși de Robert de Sablé au fost poziționați în față, împreună cu angevinii și bretonii, urmați de Guy de Lusignan și de cei din Poitou. Apoi veneau anglo-normanzii și flamanzii, conduși de Iacob de Avesnes. După flamanzi veneau francezii și în cele din urmă Cavalerii Ospitalieri, sub comanda lui Fra' Garnier de Nablus. Condusă de către Henric al II-lea of Champagne, o mică trupă a fost detașată pentru a cerceta dealurile, iar un grup de cavaleri, sub conducerea lui Hugues de Burgundia, a fost detașat pentru a călări înainte și înapoi de-a lungul coloanei și a asigura păstrarea formației.
Primul atac sarazin a avut loc la ora nouă dimineața. Într-o încercare de a distruge coeziunea inamicului și moralul acestuia, atacul a fost însoțit de lovituri de talgere și gonguri, sunete de trompete și oameni țipând. Itinerarium Regis Ricardi relatează: "Și astfel nemiloșii turci veneau peste armata noastră din toate părțile, dinspre mare și dinspre uscat. Nu era nici măcar un spațiu de două mile (3 km) în jur, nici măcar un pumn de pământ, care să nu fie acoperit de ostila rasă turcă." Când aceste acțiuni nu și-au făcut efectul dorit, atacul a fost schimbat înspre flancul stâng al armatei cruciate, ospitalierii trebuind să suporte presiunea cea mai mare. Puțin câte puțin, bătălia s-a extins și peste restul armatei lui Richard. Incursiunile urmăreau același model: beduinii și nubienii lansau săgeți și sulițe înspre linia inamică, înainte de a le permite arcașilor călări să înainteze, să atace și apoi să se retragă, o tactică bine pusă în aplicare. Arbaletierii cruciați răspundeau ori de câte ori acest lucru era posibil, deși principala misiune printre cruciați era doar de a păstra formația în fața provocărilor continue. În câteva puncte de-a lungul liniei, cele două armate erau angajate în luptă corp la corp.
Saladin, îi  îndemna pe  soldații săi să se mențină în luptă strânsă, ceea ce i-a adus roade. Sayf al-Din (Saphadin), fratele lui Saladin, a fost, de asemenea, implicat în mod activ încurajând trupele; ambii frați au fost astfel expuși la un pericol considerabil de-a fi loviți de săgețile arbaletelor.

## Ospitalierii rup rândurile
Toate eforturile lui Saladin nu a putut disloca coloana cruciată, sau să stopeze înaintarea în direcția spre Arsuf. Richard a fost determinat de a organiza armata împreună, forțând inamicul să se epuizeze în repetate valuri, cu intenția de a-și menține cavalerii săi pentru un contra-atac concentrat la doar momentul potrivit. Au existat riscuri în acest context, deoarece armata sa nu numai că defila sub loviturile inamice, dar trupele sale sufereau de căldură și de sete.
Sarazinii au  ucis atât de mulți cai ai armatei lui Richard încât soldații a început să se întrebe dacă un contra-atac ar mai fi posibil. Mulți cavaleri rămași fără cai au luptat alături de infanteriști.
Așa cum avangarda a intrat Arsuf în mijlocul după-amiezii, arbaletierii ospitalieri din spate au fost nevoiți să încarce și să tragă cu săgețile drept înapoi. Inevitabil, ei au pierdut coeziunea, iar inamicii, pentru  a profita rapid de această oportunitate, se deplasează în orice decalaj înarmați cu săbii și bâte. Pentru cruciați, Bătălia de la Arsuf a intrat acum într-o etapă critică. Garnier de Nablus în mod repetat i-a pledat lui Richard să-i permită să atace. El a fost refuzat, stăpânul obligându-l să își mențină poziția și să aștepte semnalul pentru un atac general- șase sunete clare scoase de trompete. Richard știa că comanda necesară a cavalerilor săi era rezervată până când armata Ayyubida se apropia și când caii soldaților începeau să obosească.
Forțat dincolo de anduranță, regele și un alt cavaler, Baldwin de Carron,tractioneaza prin infanteria inamică și rup rândurile sarazinilor, cu un strigăt de Sf. George;! Au fost urmați apoi de restul cavalerilor ospitalieri și cavalerii francezi.

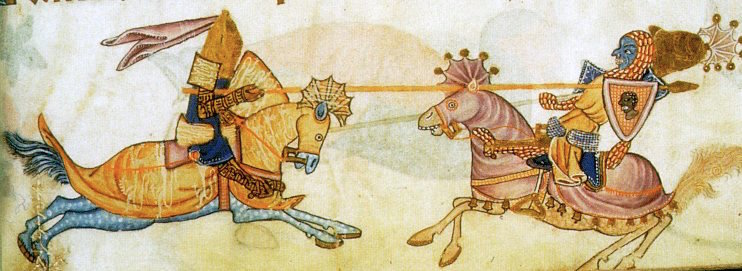
Saladin si Richard intr-o confruntare fictiva

## Răspunsul lui Richard
Acțiune precipitata a Ospitalierilor ar fi putut cauza  compromiterea întregii strategii a lui Richard. Cu toate acestea, el a condus un contraatac, și odată început, a trebuit să fie susținută de toată oștirea lui și a dat  semnalul de lupta.
Neacceptând, Ospitalierii și alte unități implicate în spate credeau inițial că vor fi copleșiți de numărul superior ale inamicilor. Infanteria francilor a rupt rândurile inamicilor pentru ca cavalerii să treacă. Pentru soldații armatei lui Saladin, cum Baha al-Din a remarcat, schimbarea bruscă de la pasivitate la activitate feroce din partea cruciaților a fost deconcertanta, și părea să fie rezultatul unui plan preconceput. 
Fiind în luptă strânsă cu aripa din spate a coloanei cruciade, aripa dreaptă a armatei Ayyubide a fost în formație compactă și prea aproape de dușmanul lor, pentru a evita impactul complet al comandamentului. Într-adevăr, o parte din aripa cavaleriei  a  fost demontata, în scopul de a trage arcurile lor mai eficient.  Ca urmare, acestea au suferit un mare număr de victime, din cauza cavalerilor care doreau o răzbunare sângeroasă pentru tot ce au avut de îndurat mai devreme în luptă. Baha al-Din a remarcat faptul că "ruta a fost completa." El a fost în divizia centrala a  armatei lui Saladin,  în timpul refugiului ,a fost nevoit  să se alăture aripii stângi, dar a constatat că acesta a fost o refugiere rapidă. Luând act de dezintegrare a aripii dreapta în cele din urmă el a căutat bannere cu caracterul personal a lui Saladin, dar nu a găsit decât șaptesprezece membri ai gărzii de corp și un baterist singuratic  cu ei.
Fiind conștienți de faptul că o urmărire  ar fi fost  un mai mare pericol atunci în lupta cu musulmanii mai instruiți, Richard a oprit urmărirea de după aproximativ 1 milă (1,6 km) a fost acoperită. Unitățile din aripa dreapta a cruciaților, care au format o avangardă a coloanei, incluzându-i pe englezi și normanzii care nu au fost încă puternic angajați în luptă strânsă și erau menținuți ca întăriri pentru restul regrupat. Eliberat de presiunea de a fi continuată în mod activ, multe dintre trupele Ayyubide s-au întors să înfrunte cavaleria cruciată. James d'Avesnes, comandantul uneia dintre unitățile de francezi, a fost unul dintre cei uciși în această secvență a bătăliei. Printre liderii ayyubidizi care s-au mobilizat rapid și a revenit la luptă a fost Taqi al-Din, nepotul lui Saladin. El a condus 700 de soldați ai sultanului, garda de corp a lui proprie împotriva flancului stâng a lui Richard. Însă, punându-i în ordine, Richard și-a condus cavalerii săi printr-un al doilea val și au rupt din nou forțele lui Saladin.
Alertat la pericolul prezentat în trupele sale împrăștiate, Richard, prudent ca întotdeauna, a oprit și a regrupat forțele sale , după o urmărire în continuare. Cavaleria Ayyubida s-a mai întors încă o dată, arătând că ei aveau încă dorința pentru a reînnoi lupta. Cu toate acestea, un al treilea val și ultimul i-au determinat  să se împrăștie în pădure, unde s-au dispersat în dealuri, în toate direcțiile, arătând ca nu mai aveau nicio înclinație pentru a continua conflictul. Richard a condus cavaleria  sa înapoi la Arsuf în cazul în care infanteria și-a întins tabăra. În timpul nopții, morții sarazini au fost jefuiți.

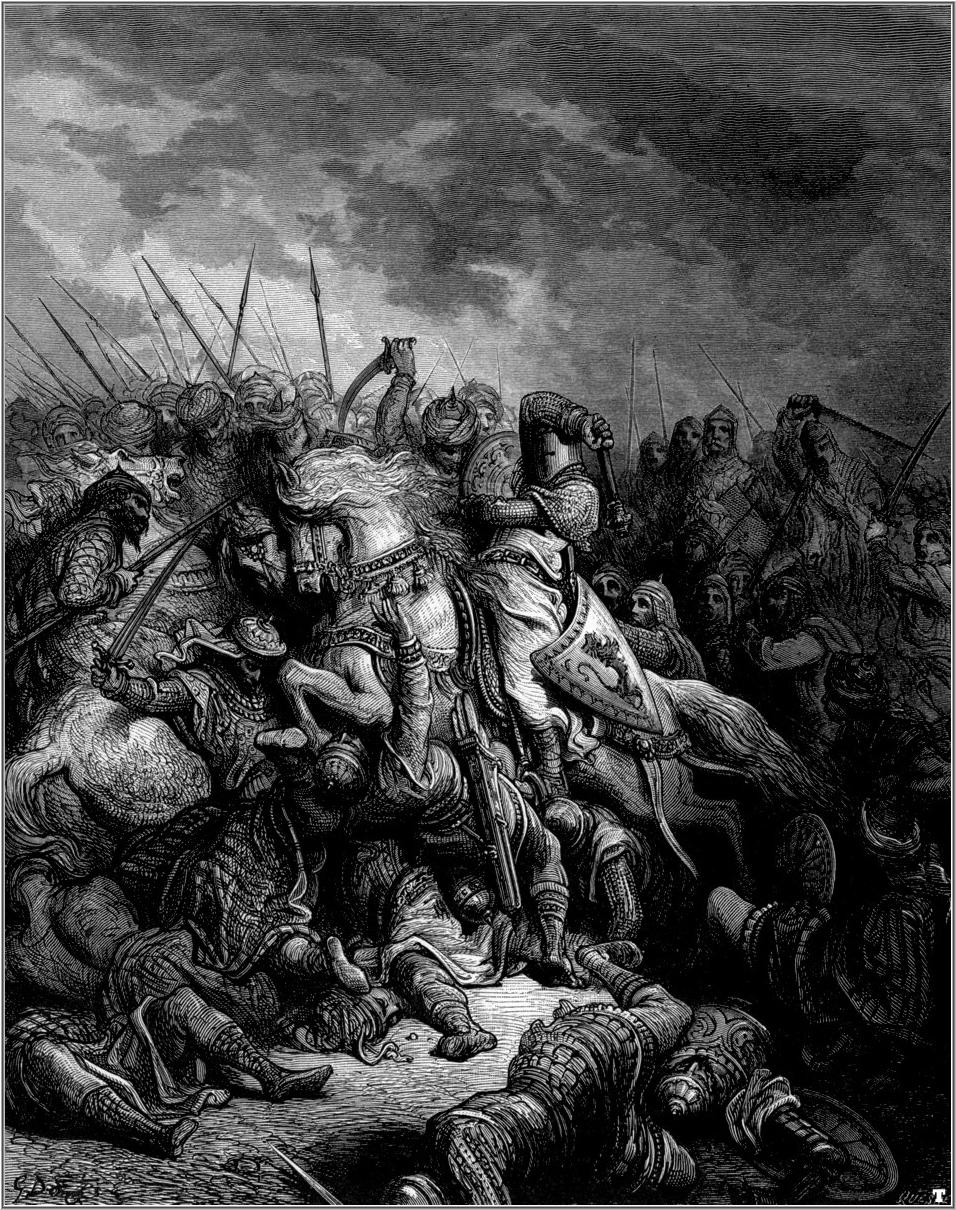
Batalia de la Arsuf

## Pierderi și consecințe
Ca întotdeauna în cazul luptelor medievale, pierderile sunt dificil de evaluat cu precizie. Cronicari creștini susțin ca musulmanii au pierdut 32 emirii și 7.000 de bărbați, dar este posibil ca numărul real sa  fi fost mai puțin. Richard ,care s-a ferit de propria moarte se spune că au numărat pierderile nu mai mult de 700.
Arsuf a fost o victorie importantă. Armata musulmană nu a fost distrusa, în ciuda numărului mare de victime considerabile suferite, dar armata cruciată a împrăștiat-o, acest lucru fiind  considerat rușinos de musulmani și stimulativ pentru moralul cruciaților.
Arsuf a afectat reputația lui Saladin ca un războinic invincibil, iar Richard și-a demonstrat curajul ca soldat și priceperea lui ca un comandant strateg. Richard a fost în măsură să apere și să preia Jaffa - o mișcare strategică crucială spre cucerirea Ierusalimului. De asemenea, Saladin a trebuit să evacueze și să demoleze cele mai multe cetăți din sudul Palestinei: Ascalon, Gaza, Blanche-Garde, Lida și Ramleh, dându-și seama că nu le-ar mai putea deține. Richard a luat fortăreața Darum. Musulmanii au fost profund demoralizați.
În scurtă vreme, Richard nu va reuși să anexeze Ierusalimul, asediul se va dovedi un eșec, însă va încheia pace cu dușmanul său, Saladin (pe care nu l-a văzut și întâlnit personal niciodată), permițându-le creștinilor să-și continue pelerinajele în Orașul Sfânt.